# NN-164
La carretera NN‑164 es una vía departamental secundaria del departamento de Managua, que comunica zonas rurales cercanas a San Isidro de la Cruz Verde con La Pita, al sur de la capital. La ruta permite acceso a caminos rurales y parcelas agrícolas.

## Trazado y cruces
| km  | Localidad / Punto           | Departamento | Conexión / Ruta |
| --- | --------------------------- | ------------ | --------------- |
| 0,0 | San Isidro de la Cruz Verde | Managua      | NN 163          |
| 1,7 | El Zapote                   | Managua      | Camino rural    |
| 3,9 | La Pita                     | Managua      | Calle local     |

## Coordenadas
Uno de los tramos de la NN‑164 puede ser encontrado en las coordenadas: 12°01′27″N 86°14′10″O / 12.0242, -86.2361